# Нижненська селищна рада
Нижненська селищна рада — орган місцевого самоврядування у Попаснянському районі Луганської області. Адміністративний центр — селище міського типу Нижнє.

## Загальні відомості
- Нижненська селищна рада утворена в 1938 році
- Територія ради: 6,05 км²
- Населення: 3268 осіб (станом на 2001 рік, в сучасних межах)
- Територією ради протікає річка Біленька

## Історія
7 жовтня 2014 року Верховна Рада України змінила межі Попаснянського району Луганської області, збільшивши територію району у тому числі за рахунок передачі 971,00 гектара земель Нижненської селищної ради (в тому числі територію селища міського типу Нижнє). 15 квітня 2015 року рішенням Попаснянської районної ради Нижненській селищній раді підпорядковане село Жолобок, раніше передане зі Слов'яносербского району.

## Населені пункти
Селищній раді підпорядковані населені пункти:
- смт Нижнє
- село Жолобок

## Склад ради
Рада складається з 20 депутатів та голови.
- Голова ради: Шопін Валерій Васильович
- Секретар ради: Тарасенко Ліана Олександрівна

### Керівний склад попередніх скликань
| ПІБ                      | Основні відомості                                                        | Дата обрання | Дата звільнення |
| ------------------------ | ------------------------------------------------------------------------ | ------------ | --------------- |
| Шопін Валерій Васильович | Селищний голова, 1953 року народження, освіта вища, безпартійний         | 26.03.2006   | 31.10.2010      |
| Шопін Валерій Васильович | Селищний голова, 1953 року народження, освіта вища, член Партії регіонів | 31.10.2010   |                 |

Примітка: таблиця складена за даними джерела

### Депутати
За результатами місцевих виборів 2010 року депутатами ради стали:

#### За суб'єктами висування
| Суб'єкт висування           | Кількість обраних депутатів | %  |
| --------------------------- | --------------------------- | -- |
| Партія регіонів             | 19                          | 95 |
| Комуністична партія України | 1                           | 5  |

#### За округами
| № округу                    | Прізвище, ім'я, по батькові    | Дата визнання обраним | Освіта                    | Партійна приналежність | Відомості про обраного депутата                                                                          |
| --------------------------- | ------------------------------ | --------------------- | ------------------------- | ---------------------- | --- |
| Комуністична партія України |                                |                       |                           |                        | |
| 10                          | Клокол Світлана Іванівна       | 05.11.2010            | Освіта вища               | позапартійна           | ВП Світличанське управління ТОВ «Лугансквода», начальник РД                                              |
| Партія регіонів             |                                |                       |                           |                        | |
| 1                           | Осадчук Олена Володимирівна    | 05.11.2010            | Освіта середня спеціальна | член Партії регіонів   | Нижнєнська селищна рада, безробітня                                                                      |
| 2                           | Клименко Ольга Миколаївна      | 05.11.2010            | Освіта середня спеціальна | член Партії регіонів   | ВП Світличанське управління ТОВ «Лугансквода», заступник начальника виробничого відділу                  |
| 3                           | Толстоп'ятенко Сергій Іванович | 05.11.2010            | Освіта вища               | член Партії регіонів   | ВП Світличанське управління ТОВ «Лугансквода», керівник ВТВ                                              |
| 4                           | Тарасенко Ліана Олександрівна  | 05.11.2010            | Освіта середня спеціальна | член Партії регіонів   | секрктар ради                                                                                            |
| 5                           | Іванов Геннадій Геннадійович   | 05.11.2010            | Освіта середня спеціальна | член Партії регіонів   | ВП Світличанське управління ТОВ «Лугансквода», начальник дільниці                                        |
| 6                           | Рєшкє-Єссє Олена Олександрівна | 05.11.2010            | Освіта середня            | член Партії регіонів   | Нижнєнський УВК "Загальноосвітній навчальний заклад — дошкільний навчальний заклад", кухар               |
| 7                           | Костіна Світлана Миколаївна    | 05.11.2010            | Освіта середня            | член Партії регіонів   | Турбаза Сергіївської філії ЛЕО, сторож                                                                   |
| 8                           | Занофрієва Людмила Миколаївна  | 05.11.2010            | Освіта середня            | член Партії регіонів   | Нижнєнський УВК "Загальноосвітній навчальний заклад — дошкільний навчальний заклад", помічник вихователя |
| 9                           | Бардакова Лариса Олексіївна    | 05.11.2010            | Освіта вища               | член Партії регіонів   | ВП Світличанське управління ТОВ «Лугансквода», технік-диспетчер                                          |
| 11                          | Бочко Валентина Дмитрівна      | 05.11.2010            | Освіта вища               | член Партії регіонів   | Загальноосвітня школа I-III ст. № 36, директор                                                           |
| 12                          | Марина Костіна Іванівна        | 05.11.2010            | Освіта середня спеціальна | член Партії регіонів   | Дошкільний навчальний заклад «Червона шапочка», кухар                                                    |
| 13                          | Олейник Сергій Володимирович   | 05.11.2010            | Освіта середня спеціальна | член Партії регіонів   | ВП «Шахта Тошківська» ДП «Первомайськ вугілля», робітник забою                                           |
| 14                          | Гринько Володимир Вікторович   | 05.11.2010            | Освіта середня            | член Партії регіонів   | ВП «Шахта Тошківська» ДП «Первомайськ вугілля», робітник                                                 |
| 15                          | Єфремов Ігор Геннадійович      | 05.11.2010            | Освіта вища               | член Партії регіонів   | Загальноосвітня школа I-III ст. № 36, педагог-організатор                                                |
| 16                          | Міоков Роман Володимирович     | 05.11.2010            | Освіта середня            | член Партії регіонів   | ОПРП м. Гірське, пожежник                                                                                |
| 17                          | Федорова Ольга Вікторівна      | 05.11.2010            | Освіта середня спеціальна | член Партії регіонів   | Нижнєнський психоневрологічний інтернат, молодший медпрацівник                                           |
| 18                          | Чебан Наталія Володимирівна    | 05.11.2010            | Освіта середня спеціальна | член Партії регіонів   | Нижнєнський психоневрологічний інтернат, молодша медсестра                                               |
| 19                          | Шевцова Катерина Валентинівна  | 05.11.2010            | Освіта середня            | член Партії регіонів   | тимчасово не працює                                                                                      |
| 20                          | Нікітенко Світлана Леонідівна  | 05.11.2010            | Освіта середня            | член Партії регіонів   | Нижнєнська селищна рада, технічний працівник                                                             |